# Microtropesa danielsi
Microtropesa danielsi är en tvåvingeart som beskrevs av Chris Burwell 1996. Microtropesa danielsi ingår i släktet Microtropesa och familjen parasitflugor. Inga underarter finns listade i Catalogue of Life.